# Округ Фултон (Арканзас)
Округ Фултон (енгл. Fulton County) је округ у америчкој савезној држави Арканзас. По попису из 2010. године број становника је 12.245. Седиште округа је град Salem.

## Демографија
Према попису становништва из 2010. у округу је живело 12.245 становника, што је 603 (5,2%) становника више него 2000. године.
| Група             | 2000.          | 2010.          |
| Белци             | 11.326 (97,3%) | 11.805 (96,4%) |
| Афроамериканци    | 23 (0,2%)      | 40 (0,3%)      |
| Азијати           | 24 (0,2%)      | 28 (0,2%)      |
| Хиспаноамериканци | 62 (0,5%)      | 97 (0,8%)      |
| Укупно            | 11.642         | 12.245         |